# Ilex shennongjiaensis
Ilex shennongjiaensis är en järneksväxtart som beskrevs av Theodore `Ted' Robert Dudley och S.C. Sun. Ilex shennongjiaensis ingår i släktet järnekar, och familjen järneksväxter. Inga underarter finns listade i Catalogue of Life.